# Cantón de Niza-13
El cantón de Niza-13 era una división administrativa francesa que estaba situada en el departamento de Alpes Marítimos y la región de Provenza-Alpes-Costa Azul.

## Composición
El cantón estaba formado por tres comunas más una fracción de la comuna de Niza:
- Falicon
- La Trinité
- Niza (fracción)
- Saint-André-de-la-Roche

## Supresión del cantón de Niza-13
En aplicación del Decreto nº 2014-227 de 24 de febrero de 2014, los cantones de Niza numerados del 10 al 14 fueron suprimidos el 22 de marzo de 2015 y las fracciones de dicha comuna correspondientes a dichos cantones fueron sumadas a los cantones de Niza numerados del 1 al 9. A su vez, en el caso de Niza-13, sus tres comunas restantes pasaron a formar parte, dos del nuevo cantón de Niza-7 y una del nuevo cantón de Tourrette-Levens.